# Низовка (Атяшевський район)
Ни́зовка (рос. Низовка, ерз. Аловеле) — село у складі Атяшевського району Мордовії, Росія. Входить до складу Козловського сільського поселення.

## Населення
Населення — 215 осіб (2010; 258 у 2002).
Національний склад (станом на 2002 рік):
- ерзяни — 97 %